# A Walsh Family Christmas
A Walsh Family Christmas is de achttiende aflevering van het tweede seizoen van het tienerdrama Beverly Hills, 90210, die voor het eerst werd uitgezonden op 19 december 1991. De aflevering duurt langer dan het gemiddelde van de serie, namelijk iets langer dan een uur.

## Verhaal
Steve begint de zoektocht naar zijn biologische moeder wanneer hij in Albuquerque arriveert. Na telefoontjes aan alle personen die de achternaam Brown hebben (zijn biologische moeder heet Karen Brown), brengt dit hem bij Al Brown, de eigenaar van een wegrestaurant en de vader van Karen. Al legt hem uit dat Karen hem opgaf omdat ze erg jong was toen ze van hem beviel. Hij vertelt Steve dat ze is omgekomen bij een tragische auto-ongeluk. Nadat hij bloemen op haar graf achterlaat, haalt hij een piloot die veel weg heeft van de kerstman over om hem via een kleine vliegtuig terug naar Beverly Hills te brengen.
Cindy is ondertussen gedeprimeerd omdat ze haar eerste Kerstmis zal doorbrengen in Beverly Hills, waar het op dat moment 32 graden is. Ze wil niets liever dan een witte kerst, maar dit kan door het klimaat niet waargemaakt worden. Ze nodigt alle vrienden van Brandon en Brenda uit voor kerstdiner bij haar thuis, maar iedereen heeft andere plannen. Donna zal gaan skiën, Kelly zal met haar moeder zelf een kerstmaal maken voor haar moeders vriend Mel en diens zoon David, Dylan zal zijn vader bezoeken in de gevangenis en Andrea, die in een familie zonder Kerstmis wordt opgevoed, zal met haar grootmoeder naar de bioscoop gaan.
Brandon bezoekt Emily in een psychiatrische ziekenhuis, waar ze er sterk op vooruit gaat. Brenda krijgt ondertussen een baan in een chique kledingzaak. Een arme maar vrolijke man blijft hier verkleed als kerstman naar binnenkomen. Elke keer gooit haar strenge baas hem er bot uit, hetgeen Brenda verdrietig maakt. Nadat hij in aanraking komt met de politie op kerstavond, besluit ze hem uit te nodigen voor het kerstdiner bij huize Walsh.
Jenny's moeder Jackie is razend als Mel het kerstdiner afzegt om voor zijn zoon bij zijn vervreemde ex-vrouw te zijn met Kerstmis en maakt het uit. Ze besluiten te dineren bij de familie Walsh. Ook Donna, Andrea en Dylan komen uiteindelijk langs bij de familie Walsh en Cindy nodigt ook een bezorgde Samantha Sanders uit, die al vier dagen niets van haar zoon heeft gehoord. Na een uitgebreide diner treft ze thuis Steve weer aan. Ook Jackie legt het bij met Mel, die het diner met zijn ex-vrouw heeft afgezegd voor haar.
De arme kerstman geeft iedereen dure cadeaus. Cindy en Jim wantrouwen de man, maar besluiten die kerstavond nog één keer in hun leven naïef te blijven en te denken dat de man het niet gestolen heeft.

## Rolverdeling
- Jason Priestley - Brandon Walsh
- Shannen Doherty - Brenda Walsh
- Jennie Garth - Kelly Taylor
- Ian Ziering - Steve Sanders
- Gabrielle Carteris - Andrea Zuckerman
- Luke Perry - Dylan McKay
- Brian Austin Green - David Silver
- Tori Spelling - Donna Martin
- Carol Potter - Cindy Walsh
- James Eckhouse - Jim Walsh
- Joe E. Tata - Nat Bussichio
- Christine Elise - Emily Valentine
- Matthew Laurance - Mel Silver
- Ann Gillespie - Jackie Taylor
- Christine Belford - Samantha Sanders
- Keene Curtis - Kerstman
- Parley Baer - Al Brown
- Josh Taylor - Jack McKay
- Rebecca Staab - Deidre
- Patricia Belcher - Non